# De Familich
De Familich ist eine kölsche Band, die Volkslieder und eigene Werke in Kölner Mundart spielt.

## Geschichte
De Familich wurde 2005 von Wolfgang Anton, einem Komponisten der Bläck Fööss und anderer kölscher Bands, und Volker Becker gegründet. Mit Tanja Krämer und Josef Loup erweiterte sich die Gruppe. Nach den ersten Konzerten stieß Heike Siek dazu. Im selben Jahr erweiterte sich das Repertoire durch viele Kompositionen Wolfgang Antons, die Besetzung variierte um den harten Kern Wolfgang Anton, Josef Loup und Volker Becker.
Seit 2006 wurde über De Familich in der Lokalpresse berichtet, die Bläck Fööss unterstützten sie seitdem. 2007 folgten erste Kontakte mit dem Kölner Karneval und der in Köln populären Loss-mer-singe-Bewegung sowie jährliche Konzerte auf einem Kölner Rheinschiff. 2008 veröffentlichte die Gruppe auf dem Rhingtön-Label der EMI das erste Album Un mer singe all die Leeder. Außerdem trat sie vor einem großen Publikum in der Lanxess-Arena auf und gestaltete eine Konzertreihe im Millowitsch-Theater.
2009 wurde als Benefiz-Musikprojekt für Opfer und Hinterbliebene des Einsturzes des Kölner Stadtarchives die Maxi-CD Mir sin stark aufgenommen. 2011 erschien das dritte Album Klein Stöck vun Kölle, 2012 die Willi-Ostermann-Hommage Kölsche Mädche künne bütze als Live-Konzertmitschnitt aus dem Eltzhof. Bandgründer Wolfgang Anton starb im Dezember 2023 im Alter von 69 Jahren.

## Diskografie

### Maxis
- 2009: Mir sin stark (Rhingtön/EMI)

### Alben
- 2008: Un mer singe all die Leeder (Rhingtön/EMI)
- 2009: Fäähnwih (Vringspooz Records)
- 2011: Klein Stöck vun Kölle (Dabbelju Music)
- 2012: Kölsche Mädche künne bütze (GMO – The Label [Rough Trade])

1. ↑   https://www.ksta.de/koeln/koelscher-liedermacher-wolfgang-anton-ist-tot-708211